# Santa Lucia (Uzzano)
Santa Lucia è una frazione del comune italiano di Uzzano, nella provincia di Pistoia, in Toscana.
Dal 1980 ne ospita il Municipio.

## Storia
Anticamente, la frazione era chiamata Terrarossa, a causa della natura argillosa dei terreni. Tale caratteristica favorì il radicamento di una notevole attività manifatturiera per la produzione dei laterizi, che è proseguita fino agli anni settanta del '900. La più importante fornace di laterizi di S. Lucia fu quella dei fratelli Pucci, attorno alla quale si ebbe lo sviluppo della borgata.
A partire dagli anni sessanta del '900, con il distacco della frazione di Chiesina dal comune di Uzzano, S. Lucia è divenuta il centro principale della comunità, tant'è che nel 1975 si decise di costruirvi la sede comunale, ponendo fine alla sua anomala ubicazione fuori del territorio comunale (dal 1773 il comune di Uzzano aveva avuto sede, infatti, nella vicina città di Pescia). Il nuovo municipio, gradevole struttura moderna, fu inaugurato nel 1980.

## Monumenti e luoghi d'interesse
L'edificio più importante di Santa Lucia dal punto di vista storico è la chiesa parrocchiale dedicata alla martire siracusana. Edificata a partire dal XVI secolo come succursale della rettoria di Uzzano e sede della locale compagnia, ha assunto i volumi odierni nel 1842. Il 26 ottobre 1783, su rescritto del granduca Pietro Leopoldo di Lorena, la chiesa fu elevata in parrocchia con il titolo di rettoria. 
Negli anni sessanta del '900, a causa dei ripetuti incidenti, anche mortali, che erano avvenuti presso l'entrata principale, posta a filo della strada statale 435 Lucchese, il parroco dell'epoca decise di invertire l'orientamento dell'edificio.
L'interno della chiesa non presenta grandi vestigia. Notevole l'organo, fabbricato a Viareggio nel 1905, e un affresco seicentesco rappresentante la Madonna del Rosario attribuita a Niccodemo Ferrucci. Semplice ed elegante il moderno arredo dell'altare maggiore, in marmi bianchi e gialli, risalente agli anni cinquanta del '900.